# Ettore Gotti Tedeschi
Ettore Gotti Tedeschi (Pontenure, 3 marzo 1945) è un banchiere italiano.
Dal 2009 al 2012 ha ricoperto l'incarico di presidente dell'Istituto per le Opere di Religione.

## Biografia
Discendente da una famiglia di tipografi e librai attivi a Piacenza dall'inizio del 1800, per i primi 12 anni della sua vita professionale si è occupato di strategia industriale e finanziaria (con Metra-Sema a Parigi dal 1973 al 1980 e, dal 1980 al 1984, con McKinsey a Milano e Londra); dal 1985 ha cominciato ad occuparsi di finanza: divenne banchiere d'affari per la finanziaria Procomin di Imi-Bnl, per poi passare alla banca d'affari Sige (gruppo Imi), dove conobbe il banchiere Gianmario Roveraro.
Con Roveraro, nel 1987 fondò la banca d'affari Akros, raccogliendo 275 miliardi da 210 azionisti (fra cui Fiat, IRI, Cir, Ferrero, Parmalat, Commercial Union, Banca Popolare di Milano e Cassa di Risparmio di Torino).

Nel 1990, tramite la Akros, lavorò al collocamento in borsa della Parmalat di Calisto Tanzi e guidò per lui fra aprile e maggio 1991 le trattative per l'acquisizione di Fedital dalla Federconsorzi, trovando, sempre attraverso l'Akros, le risorse per l'operazione (poi interrotta, a causa del commissariamento della Federconsorzi). Intanto era entrato nel consiglio d'amministrazione del gruppo Parmalat, nel quale rimase circa un anno, fino al 1991.
Nel 1992 lasciò l'Akros per fondare, su richiesta di Emilio Botín, la filiale italiana del gruppo spagnolo Banco Santander, venendo nominato nel 1993 presidente per l'Italia della Finconsumo Banca SpA (poi Santander Consumer Bank SpA), ponendosi alla guida delle attività italiane del gruppo spagnolo Banco Santander. Dopo la rottura con la Banca Intesa, comprò, per conto del gruppo spagnolo, la Banca Antonveneta e la rivendette al Montepaschi di Siena di Giuseppe Mussari.
Ha ricoperto molti vari incarichi in fondazioni bancarie, fondi di venture capital e private equity.
Nel 2005, nell'ambito del processo Parmalat, è stato iscritto, insieme a 71 altri banchieri, nel registro degli indagati, per poi essere prosciolto nel 2007.
È consigliere d'amministrazione del Sanpaolo IMI ed è stato nominato dal ministro Giulio Tremonti consigliere per "i problemi economico-finanziari ed etici nei sistemi internazionali" e consigliere d'amministrazione della Cassa Depositi e Prestiti dal 2004 al 2007 e dal 2009 a oggi.
Dal 1996 al 2006 è stato docente di Strategia finanziaria all'Università Cattolica del Sacro Cuore di Milano, poi di Etica economica all'Università degli Studi di Torino. Oggi insegna Etica della finanza all'Università Cattolica di Milano, ed è editorialista de L'Osservatore Romano e del Sole 24 Ore.
Nel 2008 venne chiamato dal cardinale Segretario di Stato Tarcisio Bertone ad occuparsi della gestione finanziaria del Governatorato della Città del Vaticano, i cui bilanci erano in rosso per più di 15 milioni di euro. Ha inoltre contribuito alla stesura dell'enciclica Caritas in veritate di Papa Benedetto XVI.
Dal 2009 al 2013 è stato presidente del fondo F2i, fondo che si occupa di investire in infrastrutture (distribuzione gas, aeroporti, rete banda larga, energie alternative, acqua).
Il 23 settembre 2009 fu nominato presidente dell'Istituto per le Opere di Religione,avviando importanti riforme per la trasparenza. Tuttavia, nel settembre 2010 rimase coinvolto - insieme agli altri vertici dello IOR - in un'indagine della Procura di Roma per supposta violazione delle norme antiriciclaggio: l'indagine era legata al sequestro preventivo di 23 milioni di euro, dietro segnalazione di un'operazione sospetta da parte dell'Unità di informazione finanziaria della Banca d'Italia. 
Il Consiglio di Sovrintendenza dello IOR reagì il 24 maggio 2012, sfiduciando all'unanimità Gotti Tedeschi e rimuovendolo dalla carica di presidente con la seguente motivazione: "per non avere svolto varie funzioni di primaria importanza per il suo ufficio". Il 19 febbraio 2014 il GIP del Tribunale di Roma, accogliendo la richiesta della Procura di Roma, ha archiviato l'inchiesta. Il decreto di archiviazione esclude ogni responsabilità di Gotti Tedeschi. L'8 gennaio 2015 ha reso noto per la prima volta su The Catholic Herald di essere stato estromesso dallo IOR a causa della sua decisione di presentare al Consiglio una proposta che avrebbe completamente cambiato il governo dell'Istituto, dettata dalla sua preoccupazione rispetto al "passo indietro" compiuto dallo IOR in termini di trasparenza con una repentina modifica alla normativa antiriciclaggio nel dicembre 2011.

## Pensiero economico e religioso
(Ettore Gotti Tedeschi. «Il capitalismo morale». Fondazione liberal)
Cattolico e liberale, Ettore Gotti Tedeschi ha scritto, con Rino Cammilleri, un libro che ha per titolo: Denaro e Paradiso. L'economia globale e il mondo cattolico, in cui rivendica «la superiorità di un capitalismo ispirato alla morale cristiana».
Avverso alle teorie keynesiane e all'idea che l'economia sia una scienza tout court, ritiene, sulla scorta delle ricerche degli studiosi Giovanni Ceccarelli e Giacomo Todeschini, esperti del pensiero economico medievale,  che il capitalismo sia nato «ad esaltazione della dignità dell'uomo» dalle teorie dei teologi francescani nell'Italia del XIII secolo, e che invece il protestantesimo sia il responsabile dei suoi successivi difetti: affarismo, decisionismo, laissez-faire, legge del più forte. Oggi, secondo Gotti Tedeschi, l'emancipazione dell'economia dalla morale cattolica ha portato ad un "machiavellismo economico", che sacrifica l'uomo al potere e al profitto e, di conseguenza, a un'ostilità del mondo cattolico verso il libero mercato e il capitalismo. Ostilità venuta meno, secondo quanto afferma in Denaro e Paradiso, grazie all'enciclica Centesimus Annus di papa Giovanni Paolo II: per questo, «avrebbero dovuto proporre papa Karol Wojtyła per il Nobel in economia, e non per altri suoi scontati contributi».
Attribuisce all'andamento demografico la crescita o la decrescita della capacità produttiva di un'economia e ritiene quindi che la grande recessione abbia «avuto origine dal non aver seguito le indicazioni della Humanae Vitae, cioè dalla negazione della vita e dal blocco delle nascite», oltre che dalla «crescita drogata del debito» portata avanti negli Stati Uniti.
Gli studiosi con cui si dice più in sintonia sono i cattolici liberisti e neoconservatori Michael Novak, Robert Sirico, Dario Antiseri e Flavio Felice, ma anche Friedrich von Hayek e Samuel Huntington.
Nel 2007 firmò un manifesto di stampo spiccatamente liberista in 13 punti lanciato da Daniele Capezzone, il quale proponeva un'unica flat tax al 20%, il presidenzialismo sul modello americano o francese, il credito d'imposta per la sanità e la scuola, l'obbligo per l'amministrazione pubblica di pagare i danni arrecati, la pensione a 65 anni per tutti, la detassazione del lavoro straordinario, l'abolizione degli ordini professionali e del valore legale dei titoli di studio. Nel 2020, invece, in occasione della situazione di crisi economica globale legata alla pandemia di COVID-19, Gotti Tedeschi si è dichiarato favorevole a un intervento statale d'emergenza e alla nazionalizzazione delle imprese in crisi.
Dalle sue dichiarazioni emerge un ruolo molto forte, nella sua conversione a "fervente cattolico", di Giovanni Cantoni, fondatore di Alleanza Cattolica.

## Opere
- Denaro e paradiso. L'economia globale e il mondo cattolico, con Rino Cammilleri, prefazione del cardinale Giovanni Battista Re, Edizioni Piemme, 2004. ISBN 88-384-8447-3
- Spiriti animali. La concorrenza giusta, con Alberto Mingardi, prefazione di Alessandro Profumo, Università Bocconi Editore, 2007. ISBN 978-88-8350-101-2
- Denaro e paradiso. I cattolici e l'economia globale, con Rino Cammilleri, prefazione del cardinale Tarcisio Bertone, con un commento all'Enciclica «Caritas in veritate», Edizioni Lindau, 2010. ISBN 978-88-7180-880-2
- Le ragioni dell'economia. Scritti per l'Osservatore Romano, Libreria Editrice Vaticana, 2011. ISBN 978-88-209-8669-8
- Amare Dio e fare soldi. Massime di economia divina, Fede & Cultura, 2014. ISBN 978-88-6409-321-5
- Un mestiere del diavolo, con Paolo Gambi, Giubilei Regnani, 2015. ISBN 978-88-9862-019-7
- Le mie preghiere. Per amare Dio e il prossimo nonostante tutto, Fede & Cultura, 2016. ISBN 978-88-6409-505-9
- Dio è meritocratico. Manuale per la salvaguardia della fede cattolica, Giubilei Regnani, 2017. ISBN 978-8898620326
- La culla vuota della civiltà. All'origine della crisi, con Lorenzo Fontana, Gondolin, 2018. ISBN 978-8898647453